# Nobuyuki Zaizen
Nobuyuki Zaizen (en japonès: 財前宣之, Zaizen Nobuyuki) (Muroran, Hokkaidō, 19 d'octubre de 1976) és un futbolista japonès ja retirat, que ocupava la posició de migcampista. Com a jove promesa nipona, internacional amb la selecció sub-17, el migcampista va provar sort en diversos clubs europeus a mitjans de la dècada dels 90, sense reeixida. Posteriorment, va destacar a clubs locals com Vegalta Sendai i Montedio Yamagata. En 2010 va començar la seva darrera etapa a la Lliga tailandesa amb el Muangthong United. Un any després va retirar-se després de defensar els colors del BEC Tero Sasana.